# مارتن كيتشن
مارتن كيتشن (بالإنجليزية: Martin Kitchen)‏ هو مؤرخ بريطاني، ولد في 21 ديسمبر 1936 في نوتنغهام في المملكة المتحدة.